# Бёрбедж, Джеймс
Джеймс Бёрбедж (англ. James Burbage, 1530—1535 — 
2 февраля 1597) — английский актёр, театральный импресарио, столяр и строитель английского Театра. Он построил Театр, первый постоянный театр, построенный в Англии со времён Римской империи.

## Жизнь
Джеймс Бёрбедж родился около 1531 года, вероятно, в Бромли в графстве Кент. Он обучался в Лондоне столярному ремеслу и, видимо, был прилежным учеником, а также работал на стороне, так как в 1559 году он дважды упомянут в качестве столяра в перечне Святого Стефана на Коулман-стрит. Он также был одним из лучших в столярном ремесле, что и дало ему преимущество в самом начале его театральной деятельности и в более позднем возрасте.

### Карьера
Бёрбедж занялся актёрским мастерством и к 1572 году он стал предводителем «Труппы Лестера». У Бёрбеджа были разные таланты, например, он был актёром, строителем и владельцем театра; он активно участвовал в группах, посвящённых театру. Говорили, что он был театральным профессионалом, «преодолевшим разрыв между позднесредневековой драмой в Лондоне и расцветом великого елизаветинского театра». Сэр Роберт Дадли, покровитель «Труппы Лестера», описывал Бёрбеджа красивым, очаровательным, честным, тактичным и остроумным человеком. Другой профессиональный знакомый описывал Джеймса как более заинтересованного в торговле, нежели в искусстве, из-за его зависимости от финансового успеха. Он также был отцом одного из друзей Шекспира, Ричарда Бёрбеджа, исполнившего все великие роли в пьесах Шекспира.

### Семья
Бёрбедж женился на Эллен Брейн (Brayne), дочери Томаса Брэйна, лондонского портного и сестре его будущего делового партнёра Джона Брэйна, 23 апреля 1559 года. К 1576 году они поселились в приходе Святого Леонарда в Шордиче, проживая на Холливелл-стрит или Холиуэлл-лейн.
Катберт Бёрбедж, его старший сын, пошёл по стопам отца и стал театральным менеджером, а младший сын Ричард стал одним из наиболее знаменитых актёров своей эпохи. Он проявил таланты вместе с Шекспиром, они были совладельцами театра «Глобус».

### Смерть
Джеймс Бёрбедж был захоронен в Шордиче 2 февраля 1597 года Он был похоронен в нескольких сотнях ярдов от церкви Святого Леонарда, месте захоронения многих других актёров того времени. Он умер без завещания. После того как он ранее отдал свою собственность из театра Blackfriars — сыну Ричарду, а личную собственность — своему внуку Катберту, его вдова представила инвентарь на сумму всего 37 фунтов стерлингов. Он умер прямо перед истечением срока аренды Театра, поэтому после его смерти его сын Ричард перестроил театр на другом берегу Темзы и назвал его Театром «Глобус».

## Джеймс Бёрбедж и театр

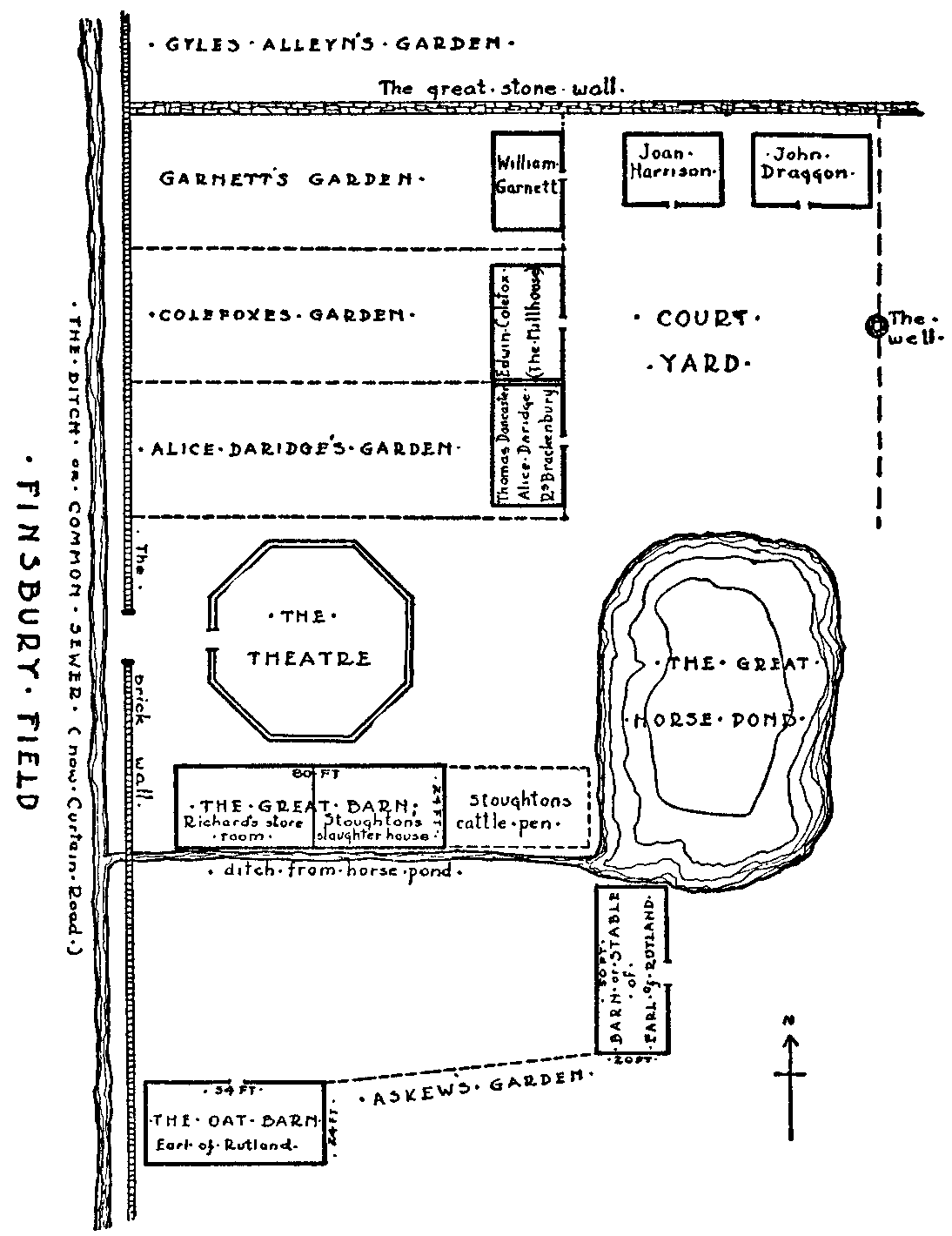
План Театра

В 1576 года Бёрбедж и его партнер Джон Брейн решили создать новую постоянную сцену для лондонских актёрских групп. Это был один из первых постоянных театров, построенных в Лондоне со времён римлян.
Брейн был зятем Бёрбеджа и считался богатым человеком. Именно его инвестиции (и ипотека, которую Бёрбедж взял на аренду земли) и позволили построить Театр, при этом оба они разделили прибыль поровну Финансовые трудности побудили Бёрбеджа и Брейна ставить в этом здании спектакли ещё до того как было завершено строительство; доходы от посещения пьес и помогали финансировать завершение строительства.
Несмотря на партнёрство с Джоном Брейном, договор об аренде территории Театра был подписан только Бёрбеджем 13 апреля 1576 года, и он начался 25 марта 1576 года. Поскольку аренда принадлежала Бёрбеджу, он также получал арендную плату и за недвижимость на участке. По этой аренде он платил примерно 14 фунтов стерлингов в год. Точный строитель Театра неизвестен, хотя вероятным кандидатом является брат Джеймса Бёрбеджа Роберт, который был плотником.
В 1594 году приказом Тайного совета были созданы «Слуги лорда-камергера», им были даны исключительные права играть в лондонском Сити в Театре.

### Спектакль в Театре
Бёрбедж был совершенно уверен, что зрители будут ходить в Театр, даже если им придётся пересекать открытые поля для того чтобы добраться туда. Один современник того времени упомянул людей, вытекающих из города для того чтобы посмотреть спектакли там. «Театр» считалось величавым классическим именем. Он был сделан в основном из дерева, и повсюду были разбросаны металлические детали. В нём был дом для актёров, а также галереи и роскошные места, дававшие хороший обзор и приватность. Эти места обычно стоили на пенни или на два пенса больше, в отличие от стоимости среднего посетителя.
После Театра был создан другой театр, Театр Занавеса, (Curtain Theatre), располагавшийся на 200 ярдов ближе к городским стенам. Он был построен Генри Ланманом (или Лейнэмом, Laneham), у которого были тесные деловые отношения с Бёрбеджем и с его соратниками. Два эти театра распределяли прибыль между всеми владельцами, используя Театр «Занавес» для облегчения доступа людям к более сложным представлениям в Театре. Со временем спектакли в этих театрах лучше организовывались, становились всё более популярными, изобретательными и усложнялись в постановке. Было построено больше театров типа «Розы» и «Лебедя».

## Театр Блэкфрайарз
4 февраля 1596 года Бербедж приобрёл в собственность театр Блэкфрайарс за 600 фунтов стерлингов. Здание некогда было доминиканским монастырём в юго-западной части Лондона, однако планом Бёрбеджа был ремонт здания и превращение его в первый постоянный крытый театр в мире. Однако в ноябре 1596 года жители того округа ходатайствовали и добились запрета на спектакли в театре.